# Eberhard Müller-Elmau

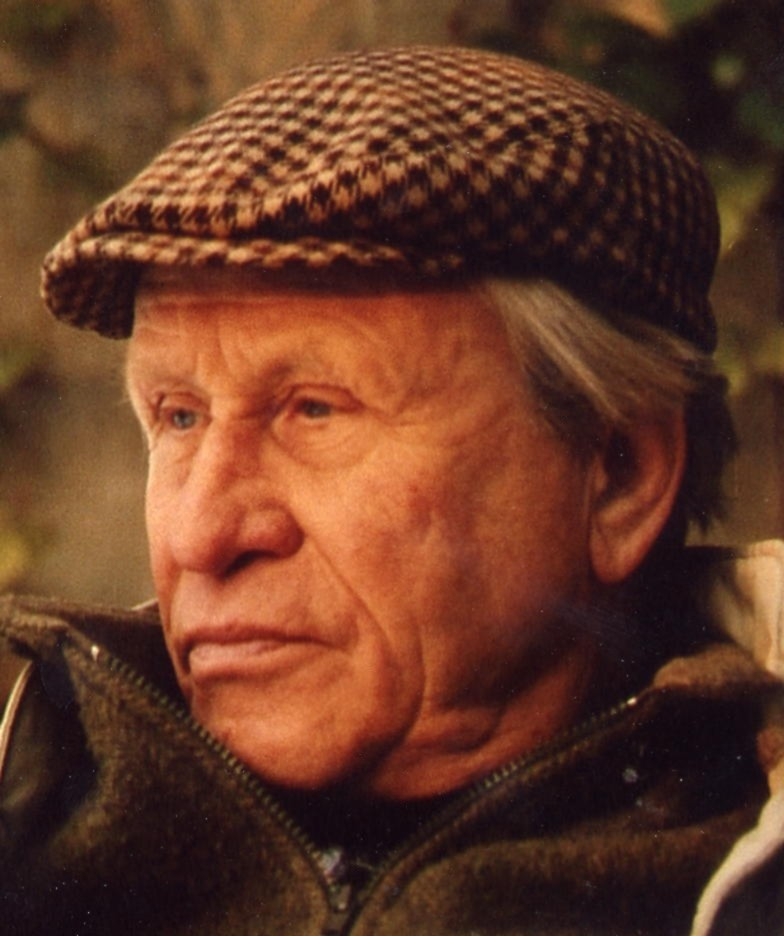
Eberhard Müller-Elmau, ca. 1980

Eberhard Müller-Elmau (* 9. Oktober 1905 in Mainberg bei Schweinfurt; † 13. April 1995 in Göttingen) war ein deutscher Schauspieler und Regisseur.

## Leben

### Familie
Eberhard Müller-Elmau wurde als Sohn des Philosophen und Gründers des Schloss Elmau, Johannes Müller, und dessen dritter Ehefrau, der Bildhauerin und Malerin Irene Sattler geboren. Er heiratete die Opernsängerin Gerda Kuntzsch (* 3. Februar 1909 in Dresden; † 26. Oktober 2008 in München). Aus der Ehe gingen vier Kinder hervor, darunter die Schauspieler Raidar und Markwart. Vier Enkel sind ebenfalls beim Theater: Katharina Müller-Elmau, Alexander Müller-Elmau, Carolin Conrad und Diana Müller-Elmau.

### Werdegang
Nach seinem Abitur 1924 in München studierte Müller-Elmau bis zum ersten Examen in München Medizin, bevor er sich dem Theater zuwandte. Seine Schauspielausbildung erhielt er 1929/31 an der Schauspiel-Schule des Deutschen Theaters / Max-Reinhardt-Schule in Berlin. Nach Engagements in Osnabrück (1926), München, Prag (1931), Bremen (1932), Gera (1933–35), Braunschweig (1935–37), Dortmund (1938–42) und Mainz (1946–53) holte ihn der Intendant des Deutschen Theaters Heinz Hilpert 1953 als Regisseur, Oberspielleiter und Schauspieler nach Göttingen. Er blieb bis zu Hilperts Ausscheiden (1966) sein engster Mitarbeiter. Von 1966 an übernahm er die gleichen Aufgaben unter den Intendanten Günther Fleckenstein, ab 1986 Heinz Engels.
Er verkörperte zahllose wesentliche Rollen am Deutschen Theater. Daneben spielte er als Gast auf verschiedenen Bühnen, u. a. am Schiller-Theater Berlin 1987 die Titelrolle in der Uraufführung von Gaston Salvatores Stück Stalin, im Residenztheater in München Graf Shrewsbury in Maria Stuart (1990). Unter seiner Regie entstanden zwischen 1938 und 1990 bedeutende Inszenierungen. Er arbeitete als Regisseur mit vielen Schauspielern der frühen Bundesrepublik (u. a. Götz George, Ungeheuer, Bachler, Diess, Brenner, Mattausch, Horney, Salloker, Hirthe u. a.), die, oft von ihm mit engagiert, dem Deutschen Theater Ensemble angehörten. Er war eine der stärksten künstlerischen Persönlichkeiten in der Geschichte des Hauses sowohl als Regisseur wie auch als Schauspieler. Er stand bis kurz vor seinem Tod auf der Bühne.
Daneben gab er zahlreiche Lesungen (insbesondere Thomas Bernhard), sprach in verschiedenen Hörspielen (z. B. Altweibersommer unter Heinz-Günter Stamm (Regie), Nachproduktion eines DDR Hörspiels von Gerhard Rentzsch 1965) und spielte verschiedene Filmrollen. TV-Aufzeichnung von Rheinpromenade von Karl-Otto Mühl, als Fritz Kumetat.

## Ehrungen
Müller-Elmau wurde 1980 nach Eduard von Winterstein (1961) und Heinz Hilpert (1966) zum dritten Ehrenmitglied des Deutschen Theaters in Göttingen ernannt und 1990 mit der Ehrenmedaille der Stadt Göttingen ausgezeichnet.

## Regiearbeiten (Auswahl)
- 1953/54 Johann Wolfgang von Goethe: Faust I. Friedrich Hebbel: Gyges und sein Ring. Arthur Miller: Alle meine Söhne
- 1954/55 Geijerstam: Der große und der kleine Klaus. Willingham: Manneszucht
- 1955/56 Georg Büchner: Leonce und Lena / Woyzeck. Molière: Die Schule der Frauen. James Hilton / Barbara Burnham: Leb wohl, Mister Chips! Johann Wolfgang von Goethe: Clavigo
- 1956/57 Bertolt Brecht: Mutter Courage und ihre Kinder. Jean Giraudoux: Siegfried, Pagnol, Das große ABC.
- 1957/58 Julian Funt: Jeder lebt allein. William Shakespeare: Othello. Bertolt Brecht: Der kaukasische Kreidekreis. Dodie Smith: Der erste Frühlingstag.
- 1958/59 Erwin Sylvanus: Korczak und die Kinder. James Bridie: Tobias und der Engel. Carl Sternheim: Bürger Schippel. Calderón: Der Richter von Zalamea. Gerhart Hauptmann: Vor Sonnenuntergang. Stephen Wendt: Das unentdeckte Land.
- 1959/60 Carl Sternheim: Die Hose. Joachim Wichmann: Eine kleine Traumfabrik. Claude Magnier: Ein klarer Fall. Ödön von Horváth: Figaro lässt sich scheiden. Eugène Ionesco: Die Nashörner.
- 1960/61 Marcel Pagnol: Madame Aurelie. Heinrich von Kleist: Das Käthchen von Heilbronn. Erwin Sylvanus: Der rote Buddha Bertolt Brecht: Der gute Mensch von Sezuan.
- 1961/62 Frank Wedekind: Frühlings Erwachen. Richard Brinsley Sheridan/Wolfgang Hildesheimer (Übersetzer): Rivalen.
- 1962/63 Hans Adler (Text) / Alexander Steinbrecher (Musik): Meine Nichte Susanne. Bertolt Brecht: Herr Puntila und sein Knecht Matti. Frank Wedekind: Der Liebestrank. Maxim Gorki: Die Mutter. Jerome Kilty: Geliebter Lügner.
- 1963/64 William Shakespeare: Die beiden Veroneser. Sacha Guitry: Nicht zuhören, meine Damen. Eugène Ionesco: Der König stirbt. William Hanley: Komm flüstere in mein gutes Ohr / Mrs. Dally hat einen Liebsten. Carl Sternheim: Der Snob.
- 1964/65 Molière: Der Geizige. John Arden: Der Packesel. Ludwig Thoma: Erster Klasse / Die kleinen Verwandten.
- 1965/66 Anton Tschechow: Onkel Wanja. Friedrich Hölderlin: Der Tod des Empedokles. Molière: Der eingebildet Kranke.
- 1966/67 Jean Anouilh: Jeanne oder Die Lerche. Franz Kafka: Ein Bericht für eine Akademie. Ion Luca Caragiale: Der Aprilscherz. Brecht-Programm-Nr. 1.
- 1967/68 Lope de Vega: Die kluge Närrin. Eugene O’Neill: Ein Mond für die Beladenen. Friedrich Hebbel: Maria Magdalene. Rolf Hochhuth: Die Berliner Antigone / Hans-Joachim Haecker: Dreht euch nicht um. Christopher Fry: Ein Schlaf Gefangener.
- 1968/69 Martin Walser Die Zimmerschlacht. Maxim Gorki: Die Kleinbürger.
- 1969/70 Tom Jones (Text) / Harvey Schmidt (Musik): Das musikalische Himmelbett. Heiner Müller: Philoktet. Alan Ayckbourn: Halbe Wahrheiten. Lotte Ingrisch: Ein Abend zu dritt. George Bernard Shaw / Alf Poss (Übersetzer): Die Millionärin. Brecht-Programm-Nr. 2.
- 1970/71 Ödön von Horvath: Glaube Liebe Hoffnung. Sean O’Casey: Purpurstaub. Samuel Beckett: Glückliche Tage.
- 1971/72 Jack Richardson: Galgenhumor. Frank Wedekind: Musik. Carl Sternheim: Tabula rasa.
- 1972/73 Bertolt Brecht: Schweyk im Zweiten Weltkrieg. Harold Pinter: Alte Zeiten. Ireneusz Iredynski: Leb wohl, Judas.
- 1973/74 William Shakespeare: Komödie der Irrungen.
- 1974/75 Federico García Lorca': Yerma. Bertolt Brecht: Der kaukasische Kreidekreis. George Bernard Shaw: Die Häuser des Herrn Sartorius.
- 1975/76 Arthur Miller Hexenjagd. Peter Turrini: Der tollste Tag.
- 1976/77 Norberto Ávila / Thomas Brasch (Übersetzer): Hakims Geschichten. Max Frisch: Andorra.
- 1977/78 Molière / Hans Weigel (Übersetzer): Der Menschenfeind.
- 1978/79 Sławomir Mrożek: Emigranten. Erwin Sylvanus: Korczak und die Kinder. Tankred Dorst: Auf dem Chimborazo. Karl Schönherr: Der Weibsteufel.
- 1979/80 Charles Dyer: Unter der Treppe. Michail Velitschkov: Die Flucht. Günter Grass: Hochwasser.
- 1980/81 Bertolt Brecht: Mutter Courage und ihre Kinder. Gerhart Hauptmann: Fuhrmann Henschel.
- 1981/82 Henrik Ibsen: Die Wildente.
- 1982/83 Marcel Pagnol: Das große ABC.
- 1983/84 Maxim Gorki: Die Letzten. - Co-Regie mit Rolf Hochhuth: Der Stellvertreter.
- 1985/86 Maxim Gorki: Kinder der Sonne.
- 1986/87 Friedrich Hebbel: Maria Magdalene.
- 1987/88 Gert Heidenreich: Der Wetterpilot.
- 1988/89 Bertolt Brecht: Die Gewehre der Frau Carrar.

## Theaterrollen (Auswahl)
- 1953/54 Erdgeist / Goethe, Faust I. Buchanan sen. / Williams, Der steinerne Engel. Graf Schröderheim / Carl Zuckmayer, Ulla Winblad. Piquoiseau / Pagnol, Marius. Himml. Arzt / Horvath, Himmelwärts. Oberpriester / Franz Grillparzer, Hero und Leander. Fedja Sitnikow / Günther Weißenborn, Nr. 228 wird aufgerufen. Werner / Lessing, Minna von Barnhelm.
- 1954/55 Dr. Skillingworth / Mc Dougall, Eskapade. Parteicharge / Kollo, Eine Frau, die ich kannte. Oberpräparator / Horvath, Glaube Liebe Hoffnung. Silberkern / Raimund, Alpenkönig und Menschenfeind. Mc Gill / Wendt, Hotel la liberté. Shrewsbury / Schiller, Maria Stuart. Gloster / Shakespeare, König Lear. Von Berg / Gustav Freytag, Die Journalisten.
- 1955/56 Priamus / Giraudoux, Der trojanische Krieg findet nicht statt. Kielreuter / Herbert Asmodi, Jenseits vom Paradies. Dr. Kassel / Fry, Das Dunkel ist licht genug. Sextus Pompejus / Shakespeare, Antonius und Cleopatra. Meister Anton / Hebbel, Maria Magdalene. Sir Howard / Shaw, Kapitän Brassbounds Bekehrung. Der Advokat / Strindberg, Ein Traumspiel.
- 1956/57 Dr. Chumley / Chase, Mein Freund Harvey. Bettler / Hugo von Hofmannsthal, Das Salzburger große Welttheater. Thoas / Goethe, Iphigenie auf Tauris. Capulet / Shakespeare, Romeo und Julia. *1. Beamter / Miller, Blick von der Brücke. Akki / Friedrich Dürrenmatt, Ein Engel kommt nach Babylon. Lars Krys / Georg Kaiser, Der mutige Seefahrer. Banquo / Shakespeare, Macbeth.
- 1957/58 Florian Geyer / Hauptmann, Florian Geyer. Haman / Walter Hasenclever, Konflikt in Assyrien. Dao Sing / Eis, Der Gipfel. Gregor / Grillparzer, Weh dem, der lügt. Padre Antonio / Ulrich Becher, Der Herr kommt aus Bahia.
- 1958/59 Legendre / Büchner, Dantons Tod. Tomaso / Hofmannsthal, Cristinas Heimreise[3]. Ein Arzt / Sternheim, Bürger Schippel. Angermann / Hauptmann, Dorothea Angermann. Der Oberbürgermeister / Hauptmann, Vor Sonnenuntergang. Der Unbekannte / Sylvanus, Zwei Worte töten.
- 1959/60 Erster Schauspieler / Shakespeare, Hamlet. Ein Fremder / Sternheim, Die Hose. Talbot / Schiller, Die Jungfrau von Orleans. D' Estivet / Shaw, Die heilige Johanna. Boss Finlay / Williams, Süßer Vogel der Jugend.
- 1960/61 Der alte Torbern / Hofmannsthal, Das Bergwerk zu Falun. Kreon / Durrell, Sappho. Rosmer / Ibsen, Rosmersholm. Ulysses / Shakespeare, Troilus und Cressida. Pfarrer Arnesohn / Hauptmann, Winterballade. Nr. 3 / Rose-Budjuhn, Die zwölf Geschworenen. Stadthauptmann / Nikolai Gogol, Der Revisor.
- 1961/62 Schwerdtfeger / Engel-Stemmle, Affäre Blum. General Burgoyne / Shaw, Der Teufelsschüler. Froschmann / Christoff, Noah ist tot. Pjotr Nikolajewitsch / Tschechow, Die Möve. Petronius Arbiter / Durrell, Actis. Verinna / Schiller, Die Verschwörung des Fiesko zu Genua. Galileo Galilei / Brecht, Leben des Galilei.
- 1962/63 Odysseus / Hauptmann, Der Bogen des Odysseus. Newton / Dürrenmatt, Die Physiker. Jupiter / Jean-Paul Sartre, Die Fliegen.
- 1963/64 Slonim / Lampell, Die Mauer. Erster Mann / Kundera, Die Schlüsselbesitzer. Salom / Wichmann, Signal der Kirschblüte. Leonato / Shakespeare, Viel Lärm um nichts. Antigonus / Shakespeare, Das Wintermärchen. Herzog i. d. Verb. und Friedrich / Shakespeare, Wie es euch gefällt.
- 1964/65 Vincentio / Shakespeare, Maß für Maß. Sir Claude / Eliot, Der Privatsekretär. Oppenheimer / Heinar Kipphardt, In der Sache J. Robert Oppenheimer. McNaughtan / Shaw, Man kann nie wissen.
- 1965/66 Lancaster / Shakespeare, König Richard II. Christian Maske / Sternheim, 1913. Hannaberry / Saroyan, Die Pariser Komödie. Das hohe Alter und Nigowitz / Ferdinand Raimund, Der Bauer als Millionär. Lear / Shakespeare, König Lear. Bauer/Hölderlin, Der Tod des Empedokles.
- 1966/67 Kreon / Sophokles-Jens, Antigone. Edgar / Strindberg, Totentanz I. Lincoln / Lotar, Der Tod des Präsidenten. Gott des Innern / Jacques Offenbach, Orpheus in der Unterwelt. Shlink / Brecht, Im Dickicht der Städte. Hierokles / Peter Hacks nach Aristophanes, Der Frieden.
- 1967/68 Sampson Lessing, Miß Sara Sampson. Poulin / Sartre - van Alst - Günther Fleckenstein, Das Spiel ist aus. Probstein Shakespeare, Wie es euch gefällt. Paulet / Schiller, Maria Stuart. Tim Meadows / Fry, Ein Schlaf Gefangener Lessing / In Sachen des Ungenannten: Lessing contra Goeze.
- 1968/69 Bell / Hochhuth, Soldaten. Der Teufel / Christian Dietrich Grabbe, Scherz, Satire, Ironie und tiefere Bedeutung. Foresight / Congreve, Liebe für Liebe. Erster Minister / Albert Camus, Belagerungszustand. Peter Stockmann / Ibsen, Ein Volksfeind. Berichte aus der Klassengesellschaft. Andreas Gryphius, Leichenrede.
- 1969/70 Wiedehopf / Aristophanes-Schadewaldt, Die Vögel. Ludwig XI. / Hacks, Margarete in Aix. Adam / Kleist, Der zerbrochne Krug. Lord Bigot / Dürrenmatt, König Johann. Bankier / Sartre, Der Teufel und der liebe Gott. Oberon / Shakespeare, Ein Sommernachtstraum.
- 1970/71 Agamemnon / Walter Jens nach Aischylos, Orestie. Hochwürden Chreehewel / 0' Casey, Purpurstaub. Labordave / Bisson-Asmodi, Der Schlafwagenkontrolleur. Pohetohee / Hacks, Polly. Foka / Camus, Die Gerechten. Philipp II. / Schiller, Don Carlos. Lunardo / Goldoni, Herren im Haus.
- 1971/72 Chorführer-Dichterfürst / Aristophanes (Wolfgang Schadewaldt), Die Frösche. Fugger / Forte, Luther & Münzer. Kottwitz / Kleist, Prinz Friedrich von Homburg. Viktor Leu / Adolf Muschg, Rumpelstilz. Schoppen / Hochhuth, Die Hebamme. Hacks als solcher. Zuckmayer, Prosa und Gedichte.
- 1972/73 Nathan / Lessing, Nathan der Weise. Miller / Schiller, Kabale und Liebe. Fiskal / Hacks, Die Kindermörderin. Teiresias / Sophokles (Schadewaldt), König Ödipus.
- 1973/74 Schoelcher / Sartre-van Alst-Fleckenstein, Im Räderwerk. Galileo Galilei / Brecht, Leben des Galilei. Shylock / Shakespeare, Der Kaufmann von Venedig. Casanova / Williams, Camino real. Der Centurio / Shaw, Androklus und der Löwe. Lichtenberg und seine Zeitgenossen. Deutsche über die Deutschen.
- 1974/75 Prospero / Shakespeare, Der Sturm. Striese / Franz von Schönthan, Der Raub der Sabinerinnen. Sabelskij Tschechow, Iwanow. Albert-Schweitzer-Matinee.
- 1975/76 Homer / Hacks-Offenbach, Die schöne Helena. Geppetto / Nydegger-Strauss nach Collodi, Pinocchio. Fouquier-Tinville / Büchner, Dantons Tod. Lesung aus dem Werk von R. M. Rilke.
- 1976/77 Demos / Aristophanes-Seeger-Fleckenstein, Die Ritter. Stimme Erdgeist / Goethe, Urfaust. Münchhausen / Hasenclever, Münchhausen. Münchhausen / Pagnol, Der Schpunz. Matthias Clausen / Gerhart Hauptmann, Vor Sonnenuntergang.
- 1977/78 Lord Stanley/Shakespeare-Wekwerth, Leben und Tod König Richard Hochhuth, Tod eines Jägers. Gregor / Grillparzer, Weh dem, der lügt. Zuchthausdirektor / Zuckmayer, Der Hauptmann von Köpenick.
- 1978/79 Der alte Dogsborough / Brecht, Der aufhaltsame Aufstieg des Artur Ui. Knut Bratt / Kaiser, Kolportage. Lesung aus H. M. Enzensberger, Der Untergang der Titanic.
- 1979/80 Walter Fürst / Schiller, Wilhelm Tell. Heilmayer / Hochhuth, Juristen. Oberst Triletzkij / Tschechow-Hanuszkiewicz, Platonow.
- 1980/81 Major Mühlstein/Zuckmayer, Der Gesang im Feuerofen. Duncan/Shakespeare, Macbeth. Burleigh/Schiller, Maria Stuart. Porfirij/Dostojewskij, Raskolnikow.
- 1981/82 Dürrenmatt, Der Besuch der alten Dame. Silvanus/Hacks, Senecas Tod. Konsul Werle/Ibsen, Die Wildente. Pater Lorenzo / Shakespeare, Romeo und Julia. Sir Elwin Ketterick/Zuckmayer, Das kalte Licht. 3. Ermittlungsbeamter/Kohout, Morast. Harry Soumar/Landovsky, Arrest. Komtur/Molière, Don Juan.
- 1982/83 Kapitän Shotover/Shaw, Haus Herzenstod. Ferenmark/Lange, Gerda Achternach. Pastor Moser/Schiller, Die Räuber. Krapp/Beckett, Das letzte Band.
- 1983/84 Kardinal Zampi/Cocteau, Bacchus. Deutscher/Bond, Sommer. Papst/Hochhuth, Der Stellvertreter.
- 1984/85 Erster Schauspieler/Shakespeare, Hamlet *1603. Billy Rice / Osborne, Der Entertainer. Freiherr Maske/Sternheim, *1913. Minister/Iredynski, Terroristen. Lesung Märchen der Brüder Grimm.
- 1985/86 Der alte Biach u. a./Kraus, Die letzten Tage der Menschheit. Vater Knie/Zuckmayer, Katharina Knie.
- 1986/87 Fritz Kumetat / Karl Otto Mühl, Rheinpromenade. Michael Kramer / Gerhart Hauptmann. Michael Kramer.,Der Vater / Luigi Pirandello, Sechs Personen suchen einen Autor.
- 1987/88 Nicholas Gadsby / Eugene O’Neill. Fast ein Poet.John Lansdale / Heinar Kipphardt, In der Sache J.Robert Oppenheimer.
- 1988/89 Oberkellner / Bernard Shaw, Man kann nie wissen. Al Lewis / Neil Simon. Sonny Boys.
- 1989/90 Escalus / William Shakespeare, Maß für Maß. Bruscon / Thomas Bernhard, Der Theatermacher. Der Kaiser / Ralph Benatzlcy, Im Weißen Rößl. Gast / Bertolt Brecht. Schweyk im Zweiten Weltkrieg.
- 1990/91 Alter Mann / Felix Mitterer, Sibirien. Der König / Robert Thaventhal, Anna und der König, der aus dem Märchen fiel.
- 1991/92 Duncan / William Shakespeare, Macbeth, Mr.Witherspooni Joseph Kesselring, Arsen und Spitzenhäubchen. Der Kommissar / Walter Hasenclever. Der Sohn.
- 1992/93 Nati Herb Gardner. Ich bin nicht Rappaport. Lear, William Shakespeare, König Lear.
- 1993/94 Padre Salvati / Eduardo de Filippo, Die Kunst der Komödie. Bertolt Brecht. Der kaukasische Kreidekreis.
- 1994/95 Kuzovin in Turgenjew, Gnadenbrot

## Filmografie
- 1953: Königliche Hoheit
- 1955: Reifende Jugend
- 1957: Witwer mit fünf Töchtern
- 1962: Kaum zu Glauben, Krimi von Francis Durbridge
- 1963: Die Möwe
- 1966: Die Gentlemen bitten zur Kasse (Fernsehfilm)